# ГЕС-ГАЕС Saurdal
ГЕС-ГАЕС Saurdal – гідроелектростанція на півдні Норвегії, за вісім десятків кілометрів на північний схід від Ставангеру. Знаходячись перед ГЕС Kvilldal, становить верхній ступінь гідровузла Ulla-Forre, використовуючи при цьому ресурс з річок, що течуть до Північного моря (переважно у Josenfjorden – східну затоку великого фіорду Boknafjorden) та протоки Скагеррак.

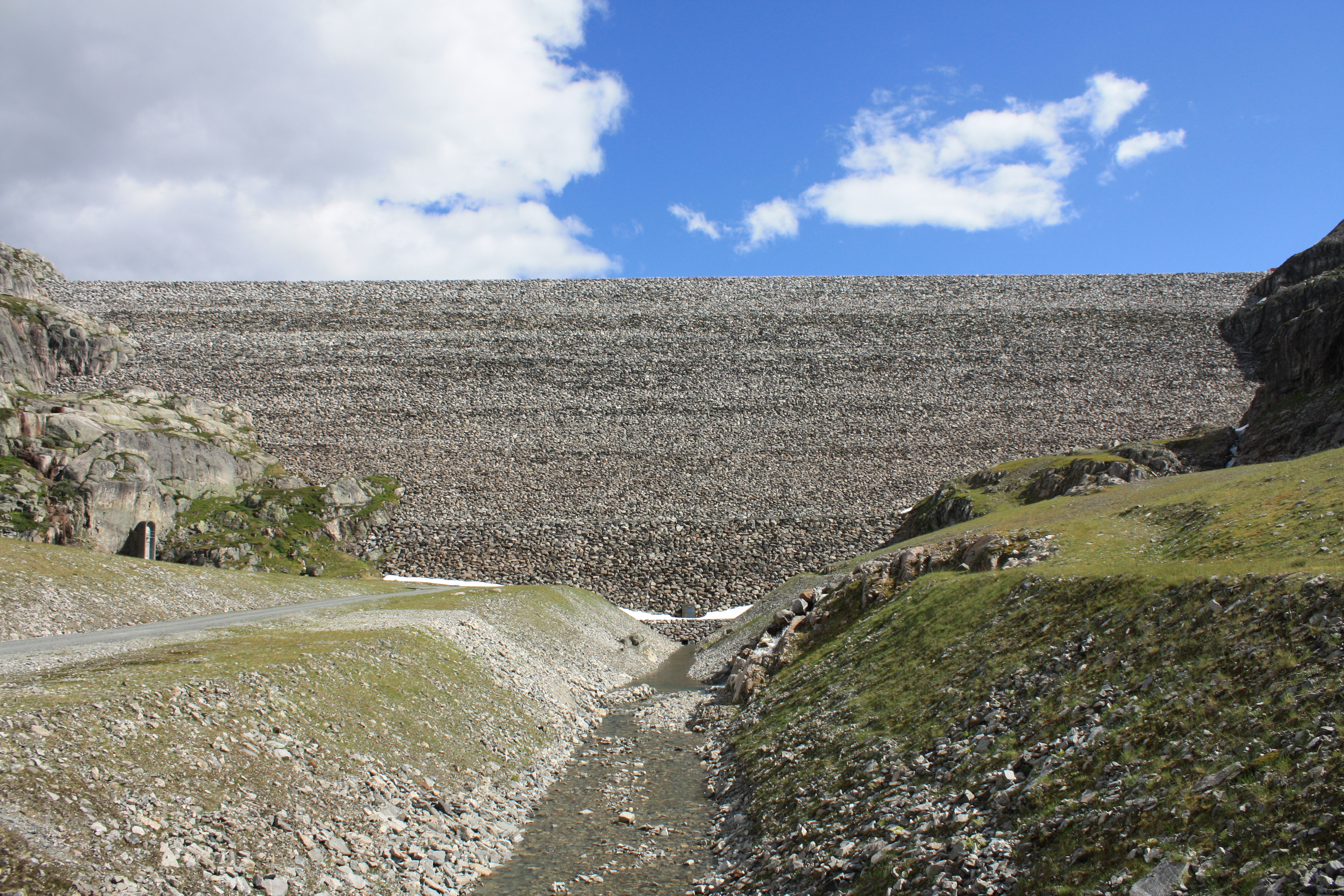
Гребля Oddatjørndammen

В основу роботи гідровузла Ulla-Forre покладене накопичення ресурсу у другому за розмірами норвезькому водосховищі – Blasjoen, котре поступається лише резервуару Сторгломватн, створеному на десяток років пізніше для обслуговування ГЕС Свартісен. Blasjoen виникло внаслідок підняття рівня у трьох природних озерах Førrevatn, Oddatjern та Storvatn, котрі належали до різних річкових систем – перші два дренувались до Josenfjorden (Førrevatn безпосередньо через Forreelva, а Oddatjern через Oddeana, ліву притока Улли), тоді як останнє розташовувалось у витоків Bossvassai, правої притоки Отри, що має устя на південному узбережжі країни біля Крістіансанна (при цьому на Отрі працює власний каскад з рядом значних гідроелектростанцій – Brokke, Hekni, Iveland, Steinsfoss).
Орієнтований на північний захід витік Oddeana перегородили Oddatjørndammen – зведеною у 1979-1986 роках кам'яно-накидною греблею з моренним ядром висотою 142 метри та довжиною 466 метрів, яка потребувала 3,1 млн м3 матеріалу. За висотою це найвища в своєму типі норвезька споруда (та друга серед всіх гребель країни, котра лише кількома метрами поступається арковій бетонній споруді ГЕС Алта).

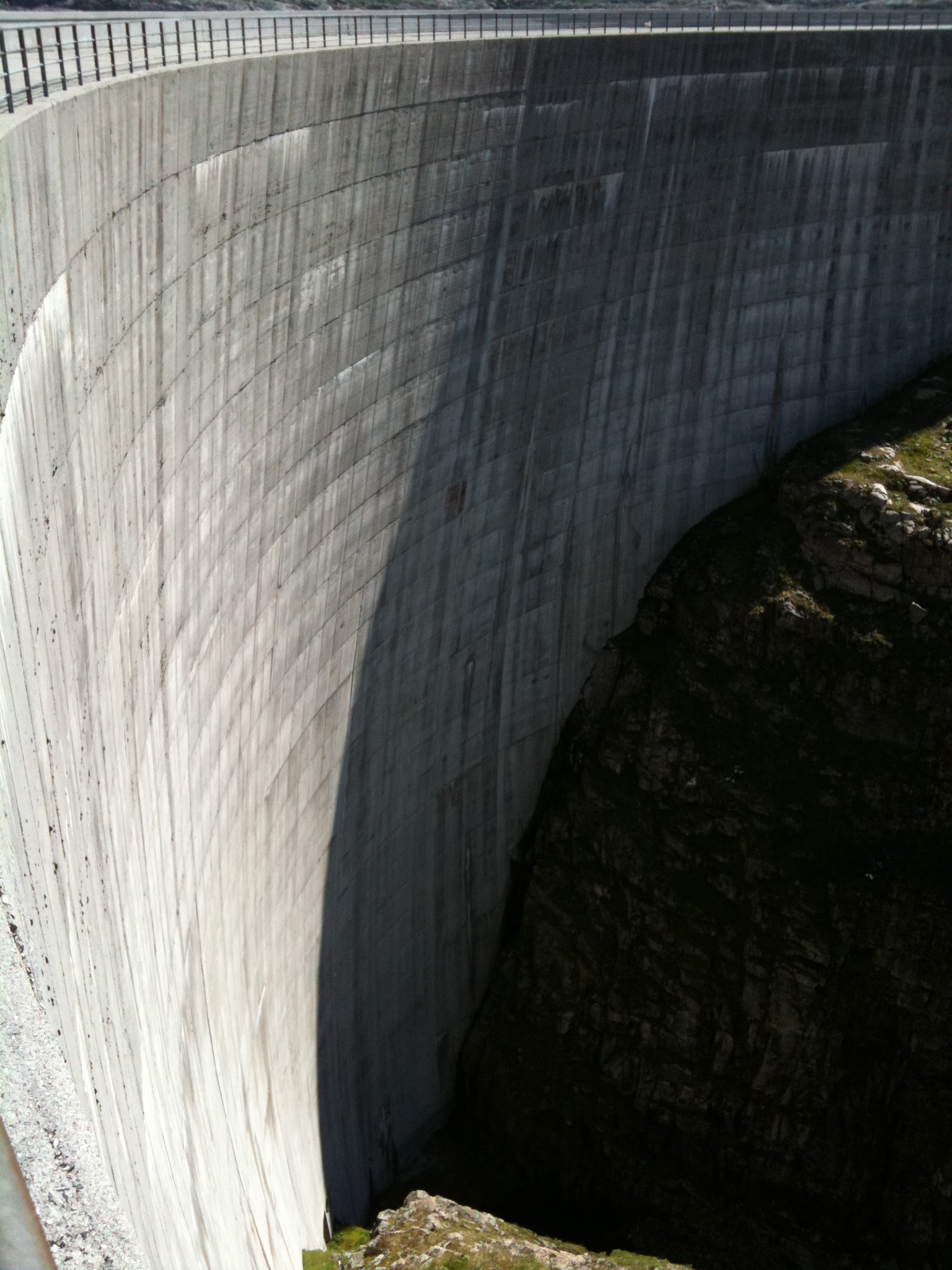
Гребля Førrevassdammen

Орієнтовану на захід Forreelva перекрили бетонною арково-гравітаційною греблею Førrevassassdammen, яка має висоту 95 метрів та довжину 1300 метрів. Споруда потребувала 255 тис м3 матеріалу, що є найбільшим показником серед всіх бетонних гребель Норвегії.

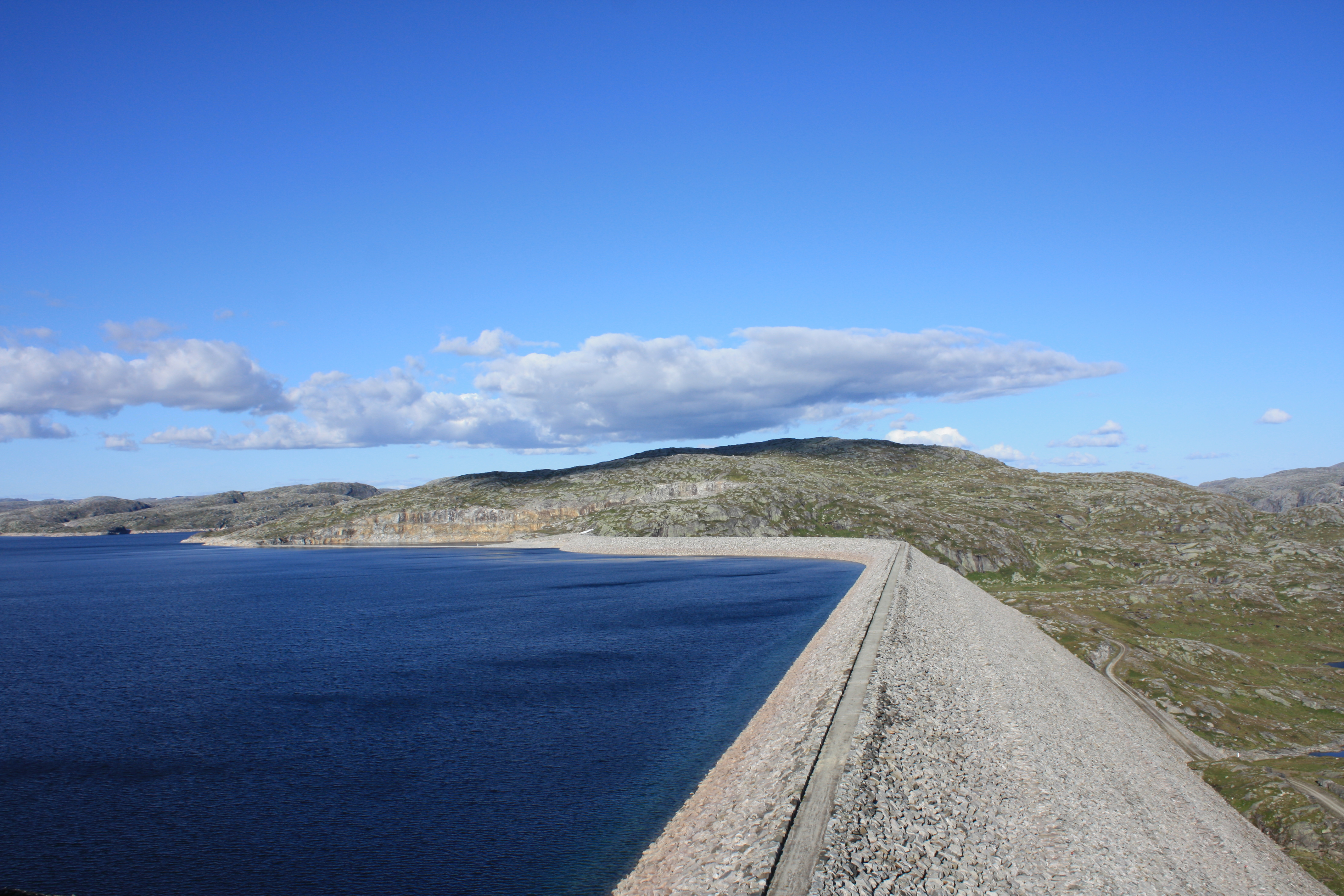
Гребля Storvassdammen

Нарешті, в орієнтованій на південь долині Bossvassai звели греблю Storvassdammen, яка має висоту 90 метрів та довжину 1400 метрів. Ця кам’яно-накидна споруда також є найбільшою в своєму типі – але за об’ємом використаного матеріалу, якого знадобилось 9,7 млн м3.

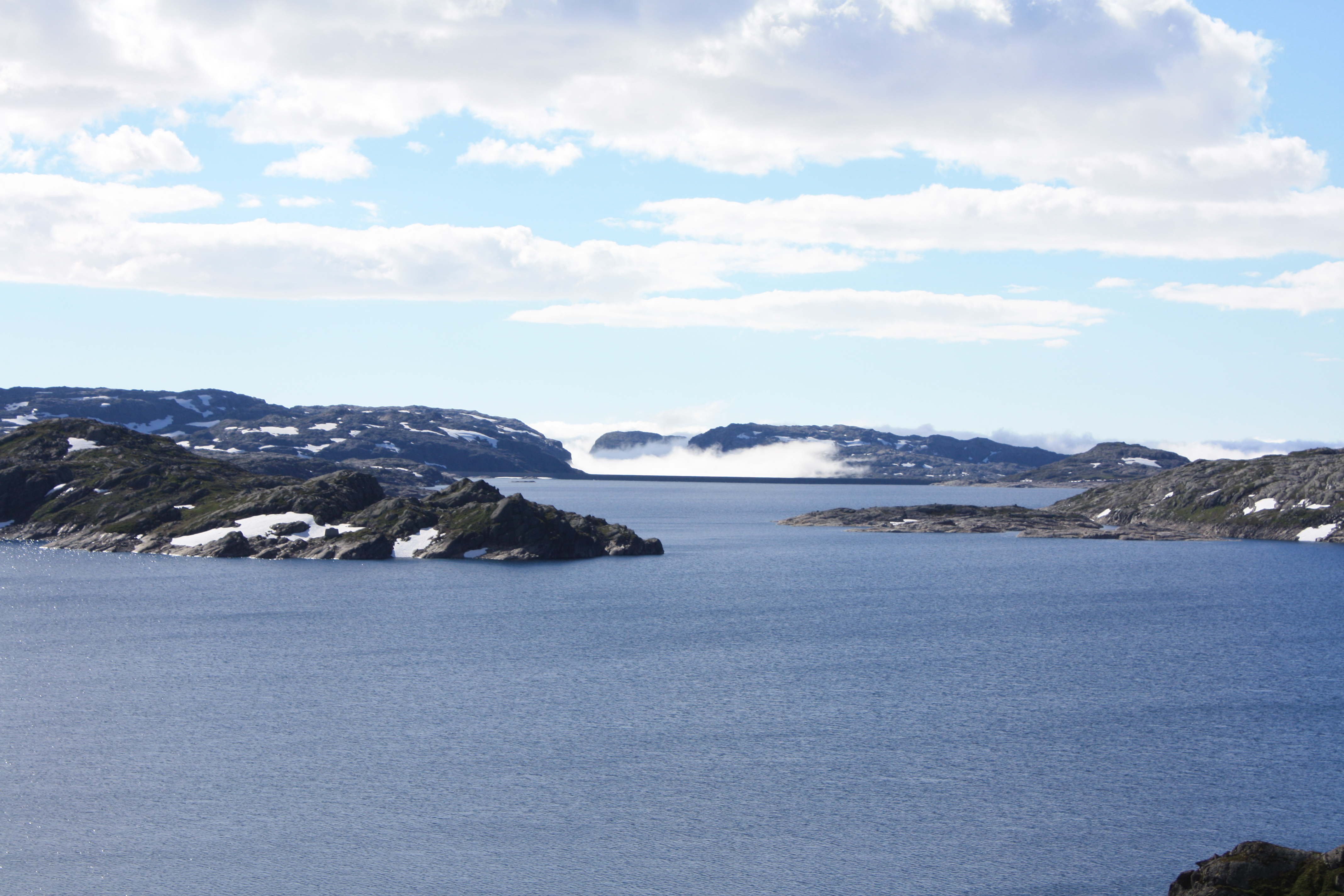
Водосховище Blasjoen

Створений цими (а також ще 11 меншими) греблями підпір дозволив об'єднати Oddatjern та Storvatn в східну водойму, тоді як західніше на місці Førrevatn та ряду інших озер виникла водойма Underknutvatn. Східний та західний резервуари утворюють спільно регульовану систему з однаковим максимальним рівнем у 1055 метрів НРМ, що забезпечується прокладеним між котловинами Storvatn та Underknutvatn тунелем довжиною біля 6 км, тоді як котловини Underknutvatn і Oddatjern по’єднує дещо коротший тунель. Котловина Storvatn  може здреновуватись до мінімальної позначки у 950 метрів НРМ, для Underknutvatn цей показник становить 935 метрів НРМ, а для котловини Oddatjern – 930 метрів НРМ. Разом всі частини резервуару мають назву Blasjoen та корисний об’єм у 3105 млн м3 (в т.ч. Storvatn 1493 млн м3, Underknutvatn 751 млн м3 та Oddatjern 861 млн м3).
Для подачі до Blasjoen додаткового ресурсу створені кілька допоміжних систем. Так, північніше організований забір води з верхньої частини сточища Улли. Тут на Kaldana, правій притоці Улли, знаходиться невеликий резервуар Vestre Kaldavatn (рівень поверхні регулюється між 1111 та 1115 метрами НРМ, корисний об’єм 5 млн м3). Від нього прокладено короткий тунель у сточище іншої правої притоки річки Kringleana, котра впадає в Уллу вище за розташоване в течії останньої сховище Skorpevadhol (рівень поверхні коливається між 1045 та 1060 метрів НРМ, корисний об’єм 2 млн м3), від якого прокладено ще один тунель на південь до Blasjoen.
Південніше ж від головного резервуару організували забір води з озера Ardals-Krymlevatn, яке регулюється в діапазоні від 1066 до 1068 метрів НРМ та належить до сточища річки Krymleana, правої притоки Ardalselva (впадає до Ardalsdfjorden, південно-східної затоки Boknafjorden).
Нарешті, на озері Vatn 1012 (регулюється між 1010 та 1012 метрами НРМ та має корисний об’єм лише 0,25 млн м3), яке знаходиться на впадаючому до Oddeana ліворуч струмку Elv fra vatn K1014, з 2004 року діє насосна станція Vatn 2012. Вона має один агрегат потужністю 0,6 МВт та споживає для підйому води 8 млн кВт-год електроенергії на рік.
Можливо відзначити, що окрім роботи на гідровузол Ulla-Forre передбачена резервна можливість для скидання з Blasjoen надлишкової води через короткий тунель до розташованого південніше озера Djupetjonn. Останнє розташоване на малій притоці річки Сіра (Sira), яка тече у південному напрямку та впадає до Північного моря за вісім десятків кілометрів на південний схід від Ставангеру. Поданий у сточище Сіри ресурс може використовуватись цілим рядом споруджених на ній значних гідроелектростанцій – Duge, Tjørhom, Тонстад, Åna-Sira.
Головний же дериваційний тунель довжиною понад 10 км тягнеться від Blasjoen у північно-західному напрямку. Після проходження під Уллою він в основному прямує під сточищем річки Holmaliana, лівої притоки Kvilldalsana (впадає з півдня у озеро Suldalsvatnet, котре дренується до Sandsfjorden – північно-східної затоки все того ж Boknafjorden). На своєму шляху він захоплює додатковий ресурс як з самої Holmaliana (в районі озера Pjakavatnet), так і з її правих притоків Elv I Satedalen та Grunnavassbekken.
Підземний машинний зал станції обладнали чотирма турбінами типу Френсіс потужністю по 160 МВт, дві з яких є оборотними – завдяки ним Saurdal може працювати в режимі гідроакумуляції, закачуючи ресурс з водозбірної системи станції Kvilldal до розташованого на чотири сотні метрів вище сховища Blasjoen. При напорі у 437 метрів гідроагрегати ГЕС Saurdal забезпечують виробництво понад 1,5 млрд кВт-го електроенергії на рік, споживаючи на роботу в насосному режимі біля 0,6 млрд кВт-год.
Відпрацьована вода подається до системи тунелів ГЕС Kvilldal.